# 田原市立伊良湖岬小学校
田原市立伊良湖岬小学校（たはらしりつ いらごみさきしょうがっこう）は、愛知県田原市小塩津町にある公立小学校である。

## 沿革
- 2015年（平成27年）4月1日 - 田原市立堀切小学校・同和地小学校・同伊良湖小学校の3校を統合し、田原市立伊良湖岬小学校として設立[1]。旧和地小学校を仮校地とする[2][3]。
- 2021年（令和3年）8月24日 - 田原市立伊良湖岬中学校跡地に新校舎が完成[2]。9月1日より同校舎にて授業開始[1][3]。

## 通学区域
- 伊良湖町・小塩津町・日出町・堀切町・和地町[4]

## 進学先
- 田原市立福江中学校（2019年3月以前は、田原市立伊良湖岬中学校[4]）